# صموئيل لافيل
صموئيل لافيل (بالإنجليزية: Sam Lavelle)‏ هو لاعب كرة قدم بريطاني في مركز الدفاع، ولد في 3 أكتوبر 1996 في بلاكبول في المملكة المتحدة. لعب مع بلاكبيرن روفرز.